# Bernhard Bogentanz
Bernhard Bogentan(t)z, auch: Berogintancz (* 1494 in Liegnitz; † um 1540 in Liegnitz ?) war ein deutscher Musiktheoretiker.

## Leben
Bogentanz unternahm musikalische Studien bei Johannes Cochlaeus von 1508 bis 1509. 1510 bis 1515 ist er im schlesischen Goldberg, wo er philologische Studien bei Hieronymus Cingulatorinus durchführt. Nachdem er die Veröffentlichung seines Musiktraktats erreicht hatte, wirkte er von 1516 bis 1524 als Magister artium an der Universität Köln, wechselte 1525 an die Universität Wittenberg und ging 1530 als Rektor des Gymnasiums St. Peter nach Liegnitz.
In Liegnitz reißen die Mitteilungen über ihn ab. Jedoch erscheint es, dass er eine Titeländerung seines Musiktraktats in der zweiten Auflage selbst durchgeführt hat. Diese „Collectanea utriusque cantus“ (Köln 1515) sind ein nach dem Vorbild der „Musica“ des Cochlaeus (Köln 1507) verfasst und für den Schul- oder Selbstunterricht bestimmtes Elementarbuch der Musiklehre der Humanistenzeit.

## Werke
Rudiments utriusque cantus. Köln 1535 (= 2. Auflage des Musiktraktats); Neuausgabe in: H. Hüschen: Der Musiktraktat des Bernhard Bogentantz. Diss. Köln, 1943.